# Glycydendron
Glycydendron é um género botânico pertencente à família Euphorbiaceae.

## Espécies
- Glycydendron amazonicum
- Glycydendron espiritosantense
- Glycydendron espiritosatense

## Nome e referências
Glycydendron Ducke